# Saichania
Saichania foi um dinossauro anquilossauro do Período Cretáceo que viveu na Mongólia. O Saichania mediu aproximadamente seis metros de comprimento. A espécie mais conhecida é o Saichania chulsanensis e o seu nome significa "uma bela".
O Saichania foi descrito por Maryańska em 1977. O espécime de tipo de S. chulsanensis compõe-se de um crânio e a parte anterior do esqueleto poscranial (vértebras cervicais e dorsais, cinta de ombro e alguma armadura na posição de vida). Os espécimes enviados incluem um telhado de crânio fragmentário e a armadura associada, e um esqueleto não descrito, quase completo.

## Espécies
- Saichania chulsanensis